# Diga del Gries
La diga del Gries è una diga a gravità situata in Svizzera, nel Canton Vallese, poco lontano dal passo della Novena.

## Descrizione
Ha un'altezza di 60 metri e il coronamento è lungo 400 metri. Il volume della diga è di 251.000 metri cubi.
Il lago creato dallo sbarramento, il Griessee che riceve le acque dall' ghiacciaio del Gries, ha un volume massimo di 18,6 milioni di metri cubi, una lunghezza di 0,9 km e un'altitudine massima di 2387 m s.l.m. Lo sfioratore ha una capacità di 30 metri cubi al secondo.
Le acque del lago vengono sfruttate dall'azienda KW Aegina e dall' OFIMA SA.

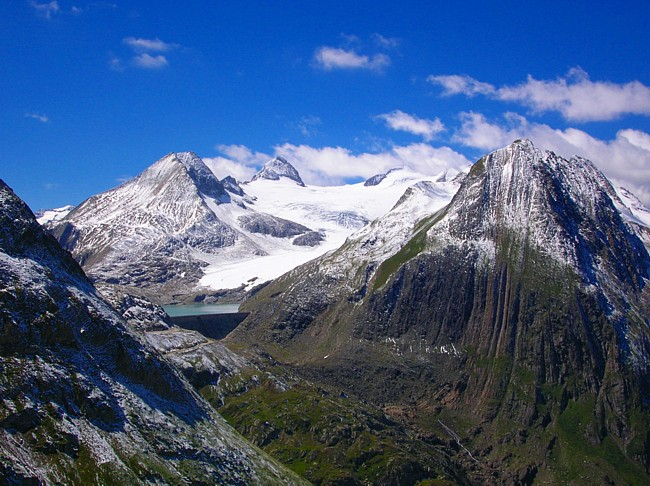
Veduta da lontano

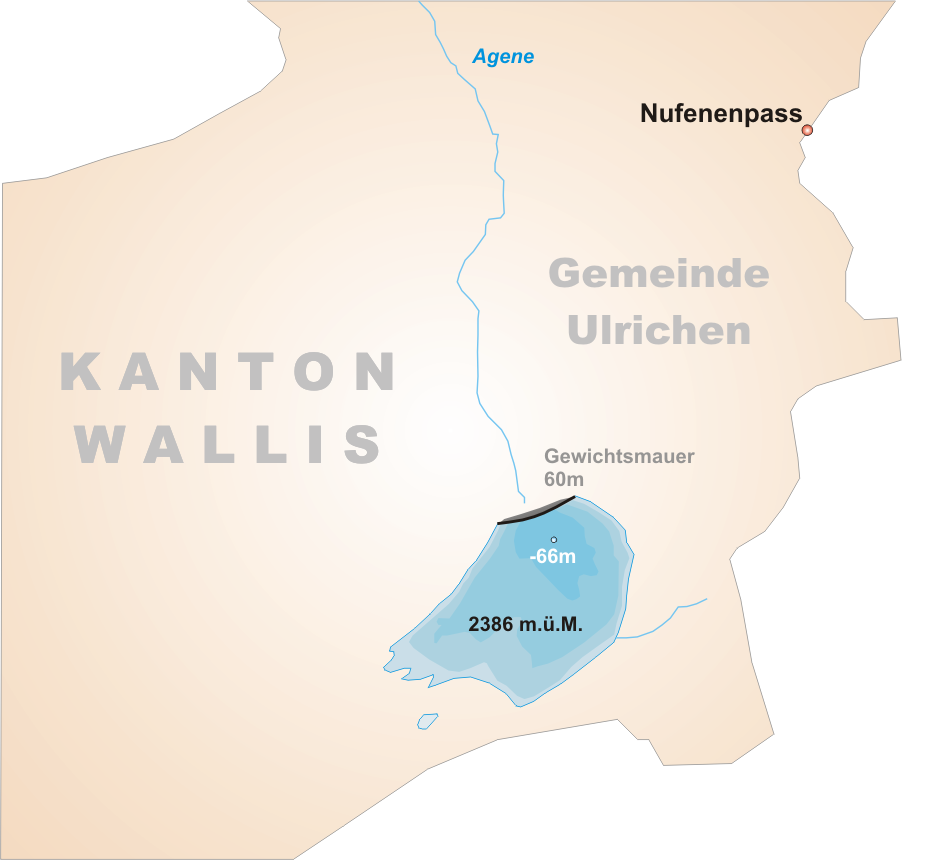
Mappa del lago